# مضض
في الطبّ، المضض (بالإنجليزية: Tenderness)‏ هو ألم أو عدم راحة في منطقة ما من الجسم، يحدث عند لمس المنطقة المصابة.
الفارق بين الألم والمضض أن الألم هو إدراك حسّي للمريض (قد لا يحتاج اللمس ليشعر به)، أمّا المضض فيثيره الأطباء السريريون للتشخيص.